# Temporada 1930 de las Grandes Ligas de Béisbol

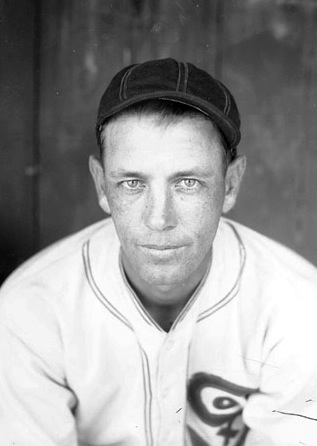
Temporada 1930 de las Grandes Ligas de Béisbol

La Temporada 1930 de las Grandes Ligas de Béisbol fue la trigésima temporada de las Grandes Ligas de Béisbol desde su unificación y la vigésimo séptima con Serie Mundial. Los Philadelphia Athletics derrotaron a los St. Louis Cardinals por 4-2 para ganar la Serie Mundial.

## Estadísticas
|                        | \| Liga Americana[2] \| \| \| \| \| \| Club \| G \| P \| PG % \| GB \| \| Philadelphia Athletics \| 102 \| 52 \| .662 \| - \| \| Washington Senators \| 94 \| 60 \| .610 \| 8.0 \| \| New York Yankees \| 86 \| 68 \| .558 \| 16.0 \| \| Cleveland Indians \| 81 \| 73 \| .526 \| 21.0 \| \| Detroit Tigers \| 75 \| 79 \| .487 \| 27.0 \| \| St. Louis Browns \| 64 \| 90 \| .416 \| 38.0 \| \| Chicago White Sox \| 62 \| 92 \| .388 \| 46.0 \| \| Boston Red Sox \| 58 \| 96 \| .403 \| 40.0 \| |    |      |      |
| Liga Americana         | |    |      |      |
| Club                   | G | P  | PG % | GB   |
| Philadelphia Athletics | 102 | 52 | .662 | -    |
| Washington Senators    | 94 | 60 | .610 | 8.0  |
| New York Yankees       | 86 | 68 | .558 | 16.0 |
| Cleveland Indians      | 81 | 73 | .526 | 21.0 |
| Detroit Tigers         | 75 | 79 | .487 | 27.0 |
| St. Louis Browns       | 64 | 90 | .416 | 38.0 |
| Chicago White Sox      | 62 | 92 | .388 | 46.0 |
| Boston Red Sox         | 58 | 96 | .403 | 40.0 |

|                       | \| Liga Nacional[3] \| \| \| \| \| \| Club \| G \| P \| PG % \| GB \| \| St. Louis Cardinals \| 92 \| 62 \| .597 \| - \| \| Chicago Cubs \| 90 \| 64 \| .584 \| 2.0 \| \| New York Giants \| 87 \| 67 \| .565 \| 5.0 \| \| Brooklyn Robins \| 86 \| 68 \| .558 \| 6.0 \| \| Pittsburgh Pirates \| 80 \| 74 \| .519 \| 12.0 \| \| Boston Braves \| 70 \| 84 \| .455 \| 22.0 \| \| Cincinnati Reds \| 59 \| 95 \| .383 \| 33.0 \| \| Philadelphia Phillies \| 52 \| 102 \| .338 \| 40.0 \| |     |      |      |
| Liga Nacional         | |     |      |      |
| Club                  | G | P   | PG % | GB   |
| St. Louis Cardinals   | 92 | 62  | .597 | -    |
| Chicago Cubs          | 90 | 64  | .584 | 2.0  |
| New York Giants       | 87 | 67  | .565 | 5.0  |
| Brooklyn Robins       | 86 | 68  | .558 | 6.0  |
| Pittsburgh Pirates    | 80 | 74  | .519 | 12.0 |
| Boston Braves         | 70 | 84  | .455 | 22.0 |
| Cincinnati Reds       | 59 | 95  | .383 | 33.0 |
| Philadelphia Phillies | 52 | 102 | .338 | 40.0 |

## Serie Mundial 1930
|  | Serie Mundial          |                        |   |  |
|  |                        |                        |   |  |
|  | Philadelphia Athletics | Philadelphia Athletics | 4 |  |
|  | Philadelphia Athletics | Philadelphia Athletics | 4 |  |
|  | St. Louis Cardinals    | St. Louis Cardinals    | 2 |  |
|  | St. Louis Cardinals    | St. Louis Cardinals    | 2 |  |

|                                                                |
| Campeón de las Grandes Ligas Philadelphia Athletics 5.º título |